# Франсеск Масия
Франсеск Масия (Francesc Macià; 21 септември 1859, Виланова и Желтру, Шараф – 25 декември 1933, Барселона, Испания) е каталонски политик и офицер от испанската армия, президент на Каталония (1932 – 1933).

## Биография
Служи в армията до 1905 година.
През 1922 г. основава политическата партия Estat Catala, бореща се за независимост на Каталония. През 1926 г. се опита да вдигне бунт срещу диктатурата на Мигел Примо де Ривера. След изборите през 1931 г., в които неговата партия печели мнозинство, Масия провъзгласява независима Каталонска република, но скоро е принуден да се задоволи с частична автономия в рамките на новосформираната Втора испанска република. Президент на каталонското правителство (на каталонски: Generalitat de Catalunya) от 1932 до смъртта си през 1933 година. Погребан е в гробището на хълма Монтжуик, Барселона. Неговата смърт предизвиква масови демонстрации.

## Памет
Националният архив на Каталония съхранява част от личната му колекция, състояща се от документирани пътувания из Каталония и семейни снимки. Те са дарени от г-жа Тереса Пейрат и Mасия. Фондът съдържа документи, създадени или получени от Франсеск Масия, лични и семейни документи, кореспонденция от периода преди втората република (до април 1931), както и документи, изготвени по повод на политическата му дейност. Фондът съдържа и документи, свързани с поведението му преди да е назначен за президент на правителството на Каталония (1907 – 1931): като член на парламента (речи, изявления, доклади), като член на каталонското правителство (организация, доклади, прокламации и други публикации), на армията и от съответния период по време на управлението на генерал Примо де Ривера.